# Karlfeldtsamfundet
Karlfeldtsamfundet är en förening som verkar med syftet att stimulera intresset för Erik Axel Karlfeldt och bidra till ökad kunskap om hans liv och verk. 
Samfundet bildades 1966 och har 2021 cirka 700 medlemmar. Det är ett av de mera aktiva litterära sällskapen, som bland annat anordnar årliga sommar- och vintermöten, ger sedan 1975 ut tidskriften Karlfeldtbladet två gånger per år , och årligen en volym i sin skriftserie, samt delar ut flera priser, främst Karlfeldtpriset.
Ordförande genom åren har varit Anders Yngve Pers, Gunnar Thyresson, Karl-Ivar Hildeman, Lars-Erik Linnarsson, Gösta Berglund, Christer Åsberg,   Claes-Bertil Ytterberg och Odd Zschiedrich. Nuvarande (2023) ordförande är Johan Tysk.